# Pfarrkirche Unterolberndorf

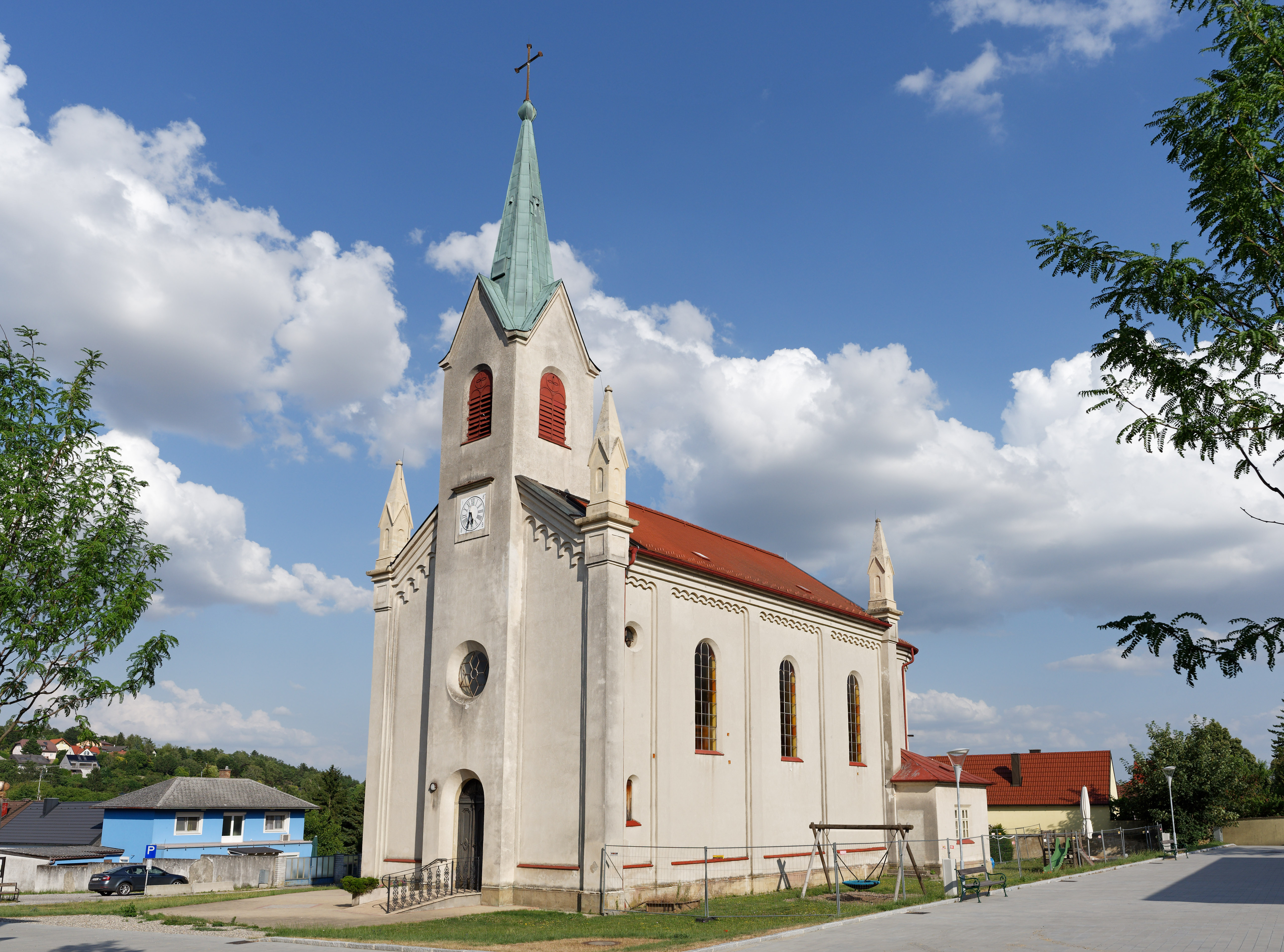
Kath. Pfarrkirche hl. Leonhard in Unterolberndorf

Die römisch-katholische Pfarrkirche Unterolberndorf steht am südlichen Rand der Ortschaft Unterolberndorf in der Gemeinde Kreuttal im Bezirk Mistelbach in Niederösterreich. Sie ist dem heiligen Leonhard geweiht und gehört zum Dekanat Wolkersdorf im Vikariat Unter dem Manhartsberg der Erzdiözese Wien. Das Bauwerk steht unter Denkmalschutz.

## Geschichte
Eine Kirche wird 1747 erstmals urkundlich erwähnt. Der heutige Bau wurde in den Jahren 1866 bis 1868 errichtet.

## Kirchenbau
Kirchenäußeres
Die Kirche ist ein romantisch-historistischer Bau mit Satteldach und Fassadenturm. Die Fassaden des Langhauses und des rund geschlossenen Chores sind durch Rahmen, Pilaster und Lisenen gegliedert. Unter dem Traufgesims ist ein doppelter Rundbogenfries. Die Fenster sind als Rundbogenfenster ausgeführt. An den Ecken des Langhauses sind fialenartige Türmchen mit Giebelspitzdächern aufgesetzt. Über der Eingangsfassade erhebt sich der leicht aus der Fassade springende Turm, ein Dachreiter mit  einem Giebelspitzhelm und rundbogigen Schallfenstern. Nördlich und südlich des Chores befinden sich ein- und zweigeschoßige Anbauten.
Kircheninneres
Das Langhaus hat drei Joche mit einem Kreuzgratgewölbe. Dieses ruht auf Wandpfeilern mit Pilastervorbauten.  Die eingestellte Orgelempore von 1923 ruht auf toskanischen Säulen. Hinter dem rundbogigen Triumphbogen schließt der eingezogene, kreuzgratgewölbte Chor an. In der Apsiskalotte ist ein Fries mit dem Leben des heiligen Leonhard.

## Ausstattung
Das Altarblatt des Hochaltares, das den heiligen Leonhard darstellt, wurde 1850 von Josef Salomon gemalt. Es stammt ursprünglich aus der alten Pfarrkirche. Die Seitenaltäre sind der heiligen Maria immaculata und der heiligen Thekla geweiht. Die Seitenaltäre stammen wie die übrige Ausstattung aus der Bauzeit.

## Orgel
Die Orgel stammt aus der Zeit um 1870 von Franz Reusch.

## Glocken
Die Glocke wurde 1448 von Michael Anthofer gegossen.